# Uncial 049
Uncial 049 (numeração de Gregory-Aland), α 2 (von Soden), é um manuscrito uncial grego dos quatro evangelhos, datado pela paleografia como sendo do século IX.
Actualmente acha-se no Megisti Lavra (A' 88) em Atos.

## Descoberta
Contém 149 folhas (27,5 x 18,5 cm) dos Atos dos Apóstolos, Epístolas católicas e Epístolas paulinas, e foi escrito em uma coluna por página, contendo 30 linhas por página.
Ele contém respiração e acentos.
O texto grego desse códice é um representante do Texto-tipo Bizantino. Aland colocou-o na Categoria V.

## Texto
O texto grego desse códice é um representante do Texto-tipo Bizantino. Aland colocou-o na Categoria V.